# Ère de Planck
Pour les articles homonymes, voir Planck.
 (mai 2010).
Si vous disposez d'ouvrages ou d'articles de référence ou si vous connaissez des sites web de qualité traitant du thème abordé ici, merci de compléter l'article en donnant les références utiles à sa vérifiabilité et en les liant à la section « Notes et références ».

L'ère de Planck est située tout juste après le Big Bang (à gauche), mais avant l'ère de l'inflation (en beige).

En cosmologie, l’ère de Planck,,, ou époque de Planck, désigne la période de l'histoire de l'Univers au cours de laquelle les quatre interactions fondamentales (électromagnétisme, interaction faible, interaction forte et gravitation) étaient unifiées, c'est-à-dire qu'elles s'appliquaient en même temps, ce qui empêche de la décrire à l'aide de la relativité générale ou de la physique quantique, puisque ces théories sont incomplètes et ne sont valables que quand la gravitation et les effets quantiques peuvent être étudiés séparément.

## Propriétés de l'ère de Planck

### Durée
Dans l'hypothèse où l'expansion de l'Univers suit les équations prédites par la relativité générale (appelées dans ce contexte équations de Friedmann), et où le contenu matériel de l'Univers possède des propriétés ordinaires, l'ère de Planck est un phénomène très bref situé immédiatement après l'apparition de l'Univers à partir d'une singularité gravitationnelle. La durée de l'ère de Planck est alors de l'ordre de 10−43 seconde, c'est-à-dire le temps de Planck. La durée exacte de l'ère de Planck est, dans ce cadre, déterminée par le contenu matériel exact de l'Univers à ce moment-là. En pratique, et en l'absence d'une théorie physique offrant un cadre pertinent pour la décrire, il n'est pas possible de dire comment se déroule cette phase, ni de déterminer sa durée exacte, par le simple fait que les notions de temps et d'espace sont ici problématiques, et la valeur de 10−43 seconde n'est donnée qu'à titre indicatif [C'est-à-dire ?]. L'ère de Planck pourrait donc désigner la période d'Univers qui s'étendrait jusqu'à 10−43 seconde à compter de l'hypothétique instant zéro.
Il est tout de même important de bien noter l'hypothèse qui a été faite. En effet, la relativité générale ne décrivant que l'une des quatre forces fondamentales, elle est donc mathématiquement vraie mais physiquement fausse[style à revoir] et ne peut espérer décrire la réalité à cette époque de l'univers par le biais de ce modèle.
Le Big Bang considéré comme « instant 0 » est né d'une extrapolation des équations de la relativité générale, donc sans prendre en compte les 3 autres forces qui ne sont alors plus négligeables. Le mur de Planck peut alors être simplement décrit comme étant l'instant à partir duquel nos modèles standards ne permettent plus de connaître ce qui précède.

### Énergie
L'énergie de Planck équivaut à 10 milliards de milliards de fois l'énergie de masse d'un proton soit 1019 gigaélectronvolts (GeV).

### Longueur
La longueur de Planck, qui est égale à 17 ordres de grandeur de moins qu'un électron ou un quark, vaut 10−35 mètre.

### Datation
Le moment énigmatique où l'univers est entré en expansion, ce qui est appelé plus précisément le « mur de Planck » peut être daté il y a 13,7 milliards d'années. Mais en amont, il est difficile d'analyser clairement l'enchaînement des phénomènes cosmiques. Pour certains scientifiques, il est absurde de parler d'une singularité initiale, d'une origine ou d'un instant 0, car les lois connues de la physique s'arrêtent devant le mur de Planck.

## Ère de Planck et mur de Planck
Cet ensemble (temps de Planck, énergie de Planck et longueur de Planck) a été appelé « ère de Planck », et forme ce que l'on a nommé « mur de Planck », en hommage au physicien allemand Max Planck qui a notamment été récompensé par un prix Nobel de physique en 1918 pour sa découverte des quanta d'énergie.

## Problématique
La physique actuelle établie sur le modèle standard ne permet pas de décrire cette période car ce modèle ne permet pas d'appréhender la façon dont les quatre forces fondamentales interagissent à ces niveaux d'énergies.
Une théorie plus évoluée permettant d'unifier ces forces est nécessaire, comme pourraient peut-être l'être la gravité quantique à boucles, la théorie des cordes, la théorie du vide quantique, la cosmologie branaire, la théorie des univers parallèles, qui sont trop peu abouties pour être en mesure de décrire cette possible phase de l'histoire de l'Univers.

## Dans la culture
Le « mur de Planck », inconnu ultime de l'humanité moderne, ne fascine pas que les scientifiques, et est présent dans les arts en dépit de son irreprésentabilité radicale. Témoin le livre Comme un chant d'espérance de l'académicien Jean d'Ormesson, qui voit dans cette abstraction parfaite l'objet poétique par excellence.
Le mur de Planck est mentionné dans le livre Le Dernier message de Nicolas Beuglet, où il définit l'instant du Big Bounce.